# Вентспилс (олимпийски център)
Олимпийски център „Вентспилс“ (на латвийски: Olimpiskais centrs „Ventspils“) е многофункционален спортен комплекс в латвийския град Вентспилс. Използва се като домашна арена на ФК Вентспилс. Футболният стадион в комплекса разполага с капацитет от 3200 седящи места.

## Описание
Олимпийски център „Вентспилс“ е едно от най-големите и най-модерни спортни съоръжения в Латвия. Комплексът разполага с: лекоатлетическа писта, баскетболна зала, ледена пързалка, стадион, помощен футболен терен, хотел, аквапарк, фитнес, тенис кортове и др.